# Suore missionarie di Maria Mediatrice
Le Suore Missionarie di Maria Mediatrice (in spagnolo Hermanas Misioneras de María Mediadora) sono un istituto religioso femminile di diritto pontificio: le suore di questa congregazione pospongono al loro nome la sigla M.M.M.

## Storia
La congregazione fu fondata da madre Rosario Fernández Pereira con l'aiuto del padre provinciale dei frati predicatori spagnoli, Esteban González Vigil.
Religiosa professa nel monastero delle domenicane di Santiago di Compostela, fu costretta ad abbandonare il chiostro per motivi di salute: con il permesso della Santa Sede, nel 1944 diede inizio a Baiona a una nuova comunità domenicana con finalità missionaria, le cui costituzioni ricevettero l'approvazione il 2 febbraio 1945.
La comunità, in origine di natura monastica, fu trasformata in congregazione religiosa il 30 luglio 1962. L'istituto ricevette il pontificio decreto di lode l'8 maggio 1975.

## Attività e diffusione
La congregazione ha un carattere eminentemente missionario: le religiose lavorano collaborano con i sacerdoti nelle missioni dedicandosi alla catechesi, all'insegnamento e all'assistenza agli ammalati.
Oltre che in Spagna, le suore sono presenti in Colombia, Honduras, India, Italia e Malawi; la sede generalizia è a Madrid.
Alla fine del 2011 la congregazione contava 237 religiose in 44 case.